# Eparchia Kanjirapally
Eparchia Kanjirapally – eparchia Kościoła katolickiego obrządku syromalabarskiego w Indiach. Została utworzona w 1977 z terenu archieparchii Changanacherry i eparchii Palai. 

## Ordynariusze
- Joseph Powathil (1977–1985)
- Mathew Vattackuzhy (1986–2000)
- Mathew Arackal (2001–2020)
- Jose Pulickal (od 2020)